# Sites archéologiques étrusques

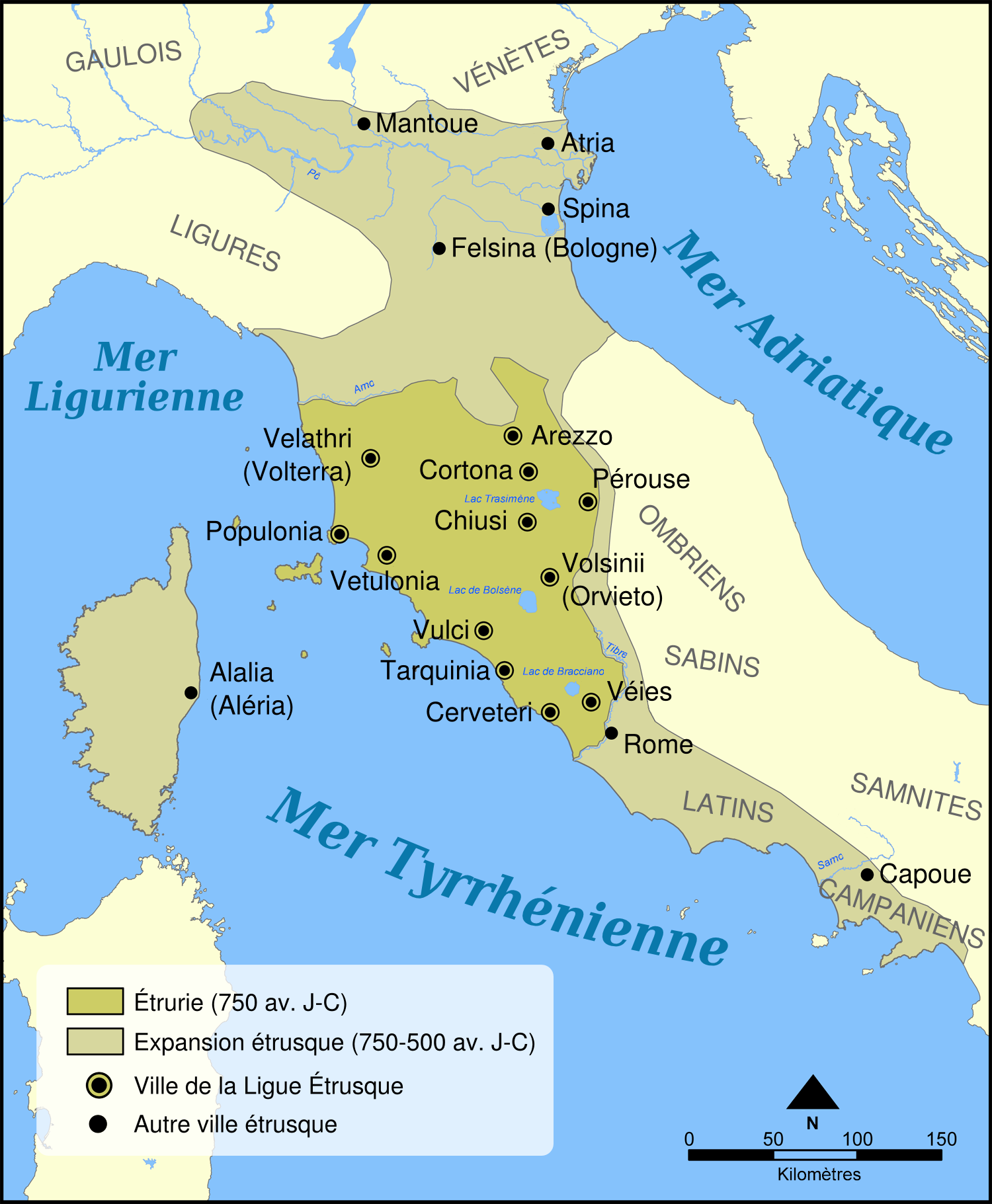
Carte de l'Étrurie avec les principales villes de la Dodécapole étrusque.

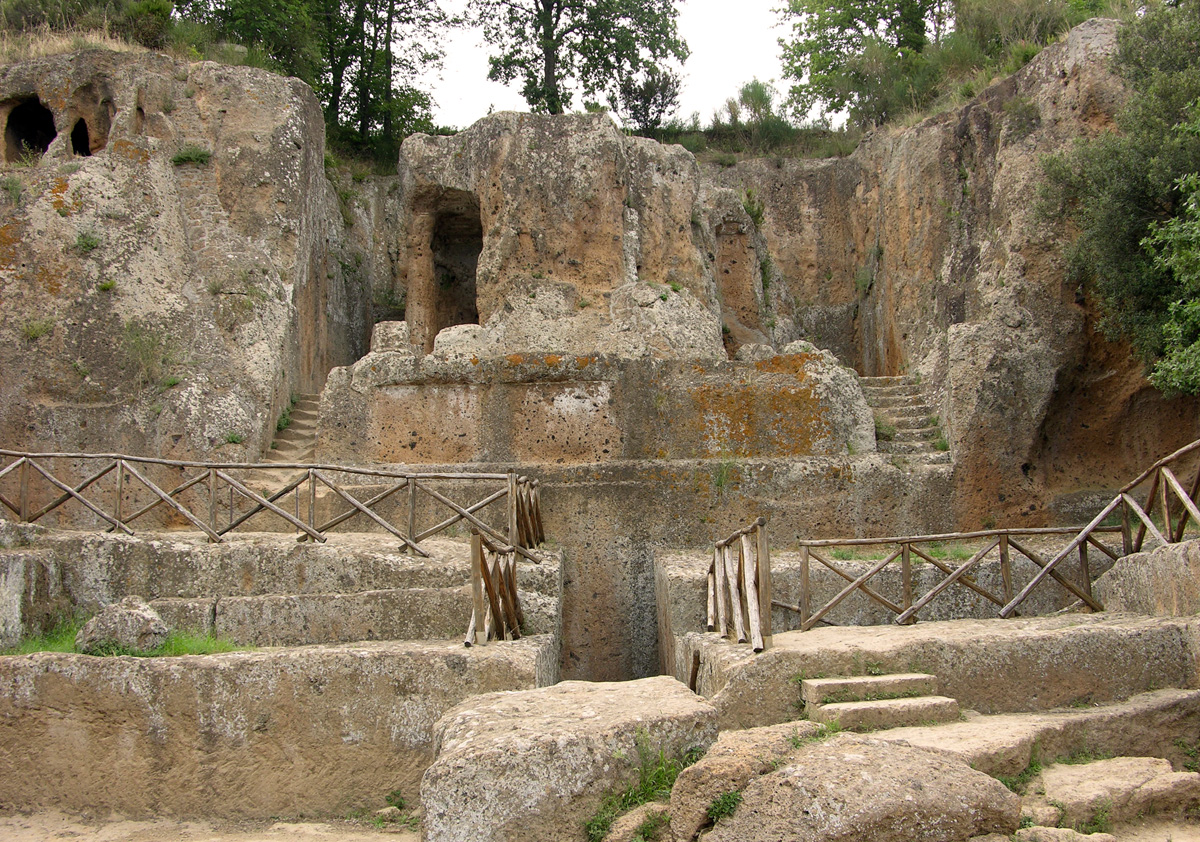
Tomba Ildebranda de Sovana

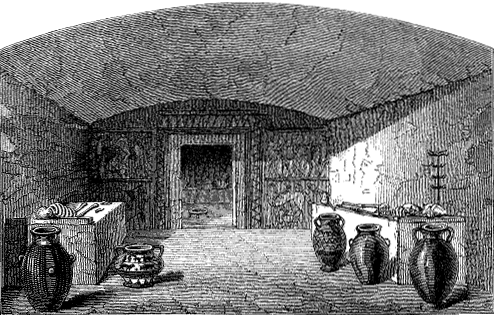
Croquis d'une tombe à Véies (illustration tiré du livre de George Dennis, chapitre II : Véies - le cimetière)

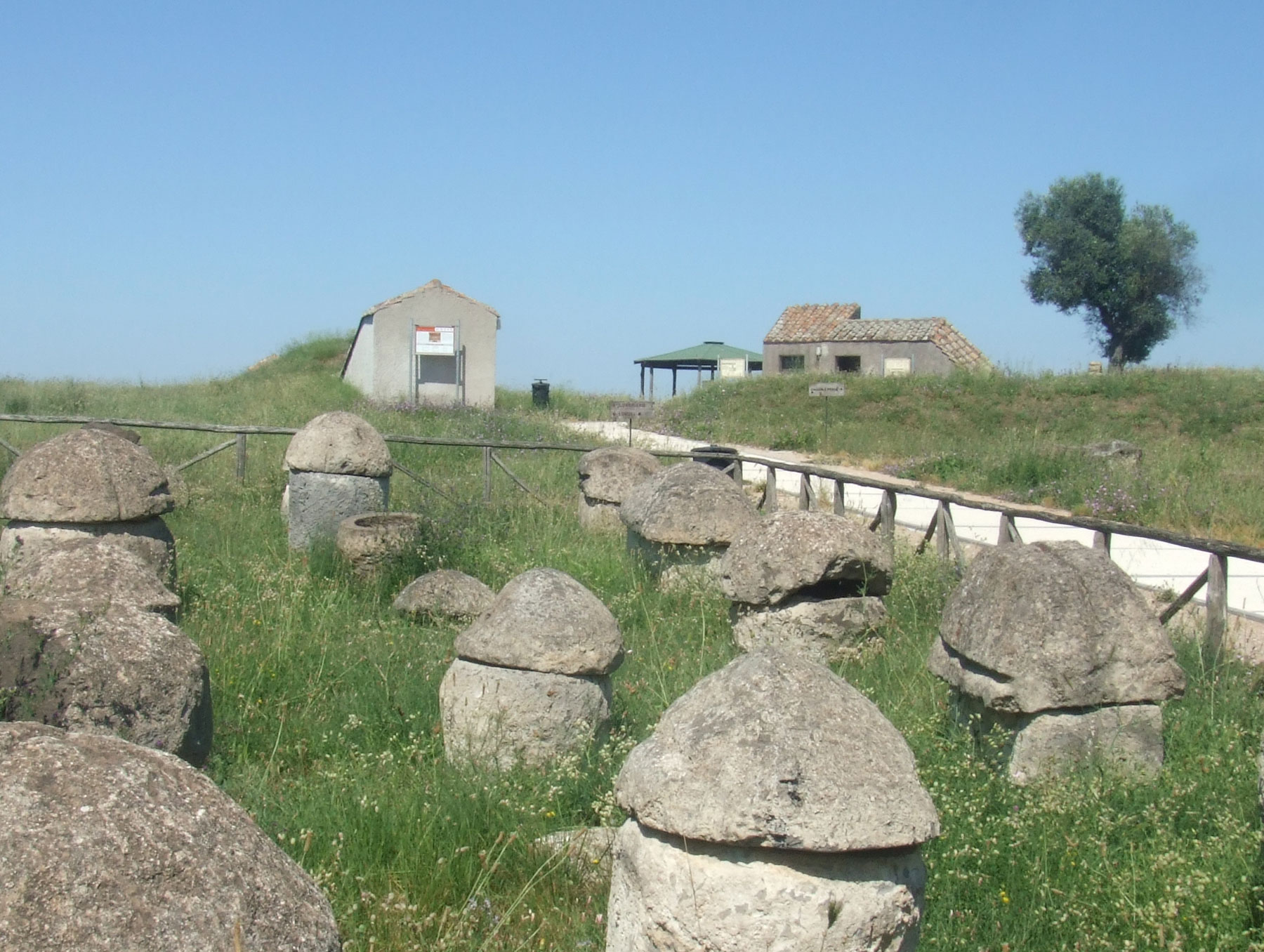
Site de la nécropole de Monterozzi

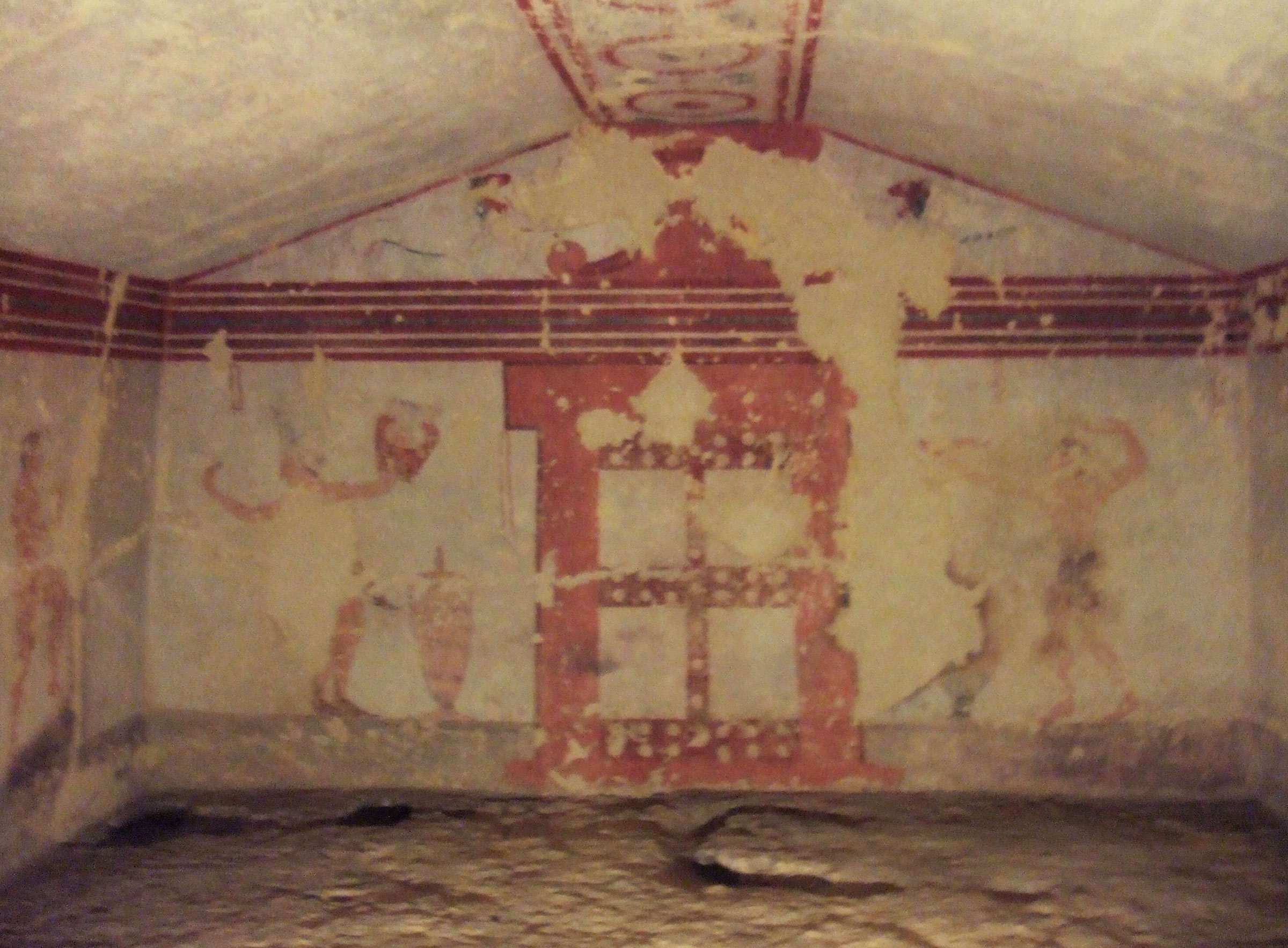
Fresque d'une tombe de la nécropole de Monterozzi à Tarquinia

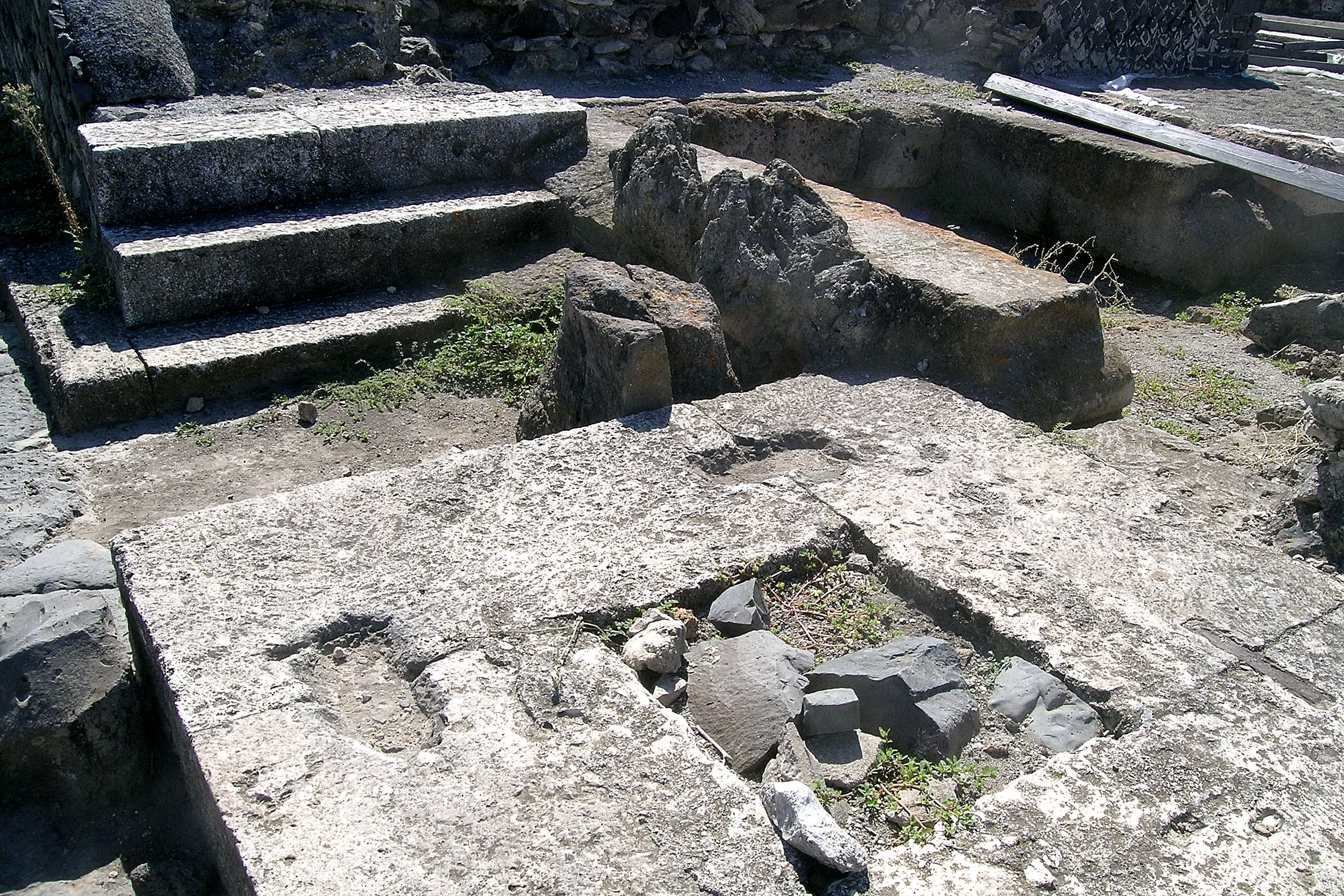
Vestiges à Vulci

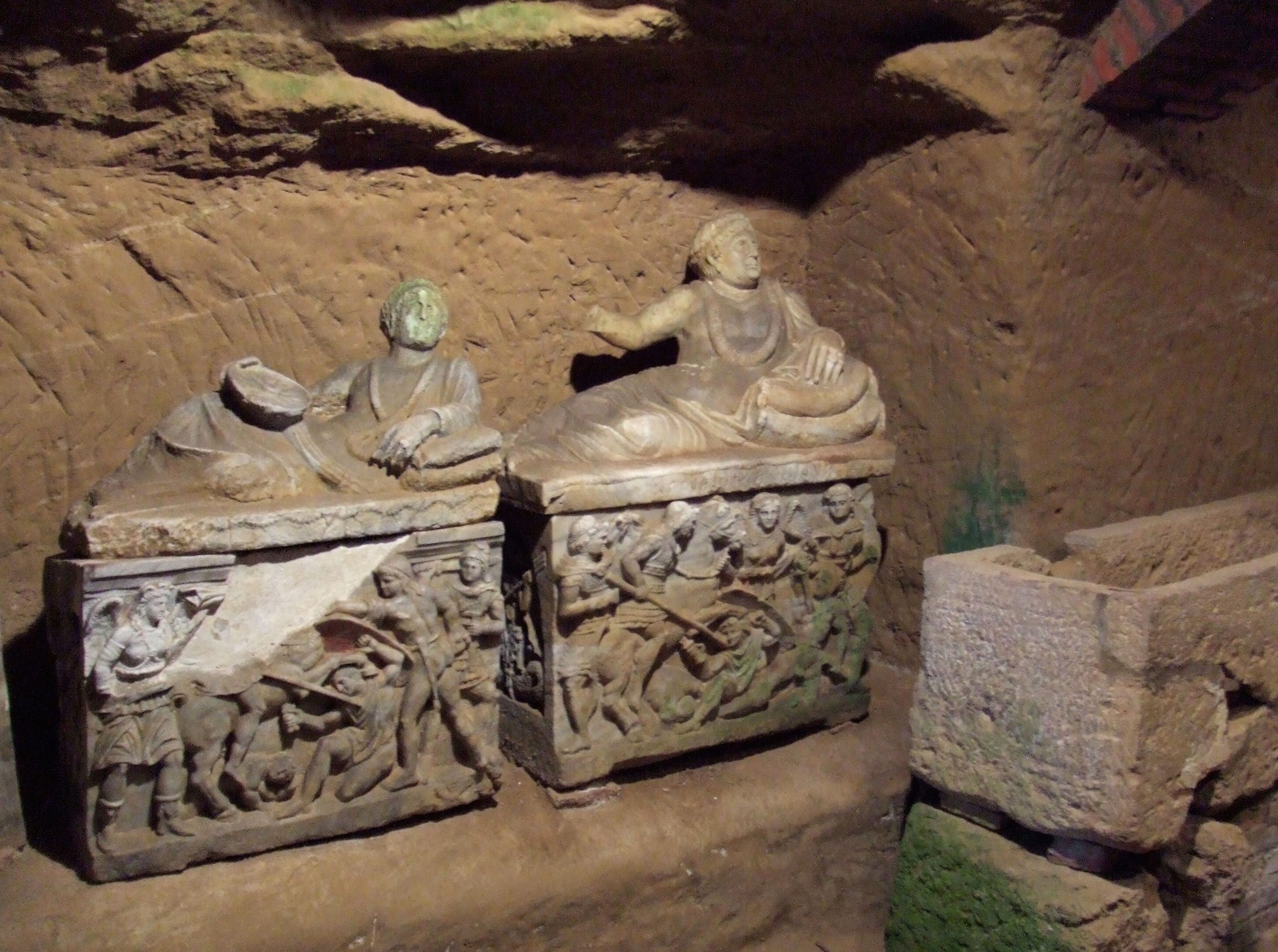
Tombe de la Pèlerine à Chiusi

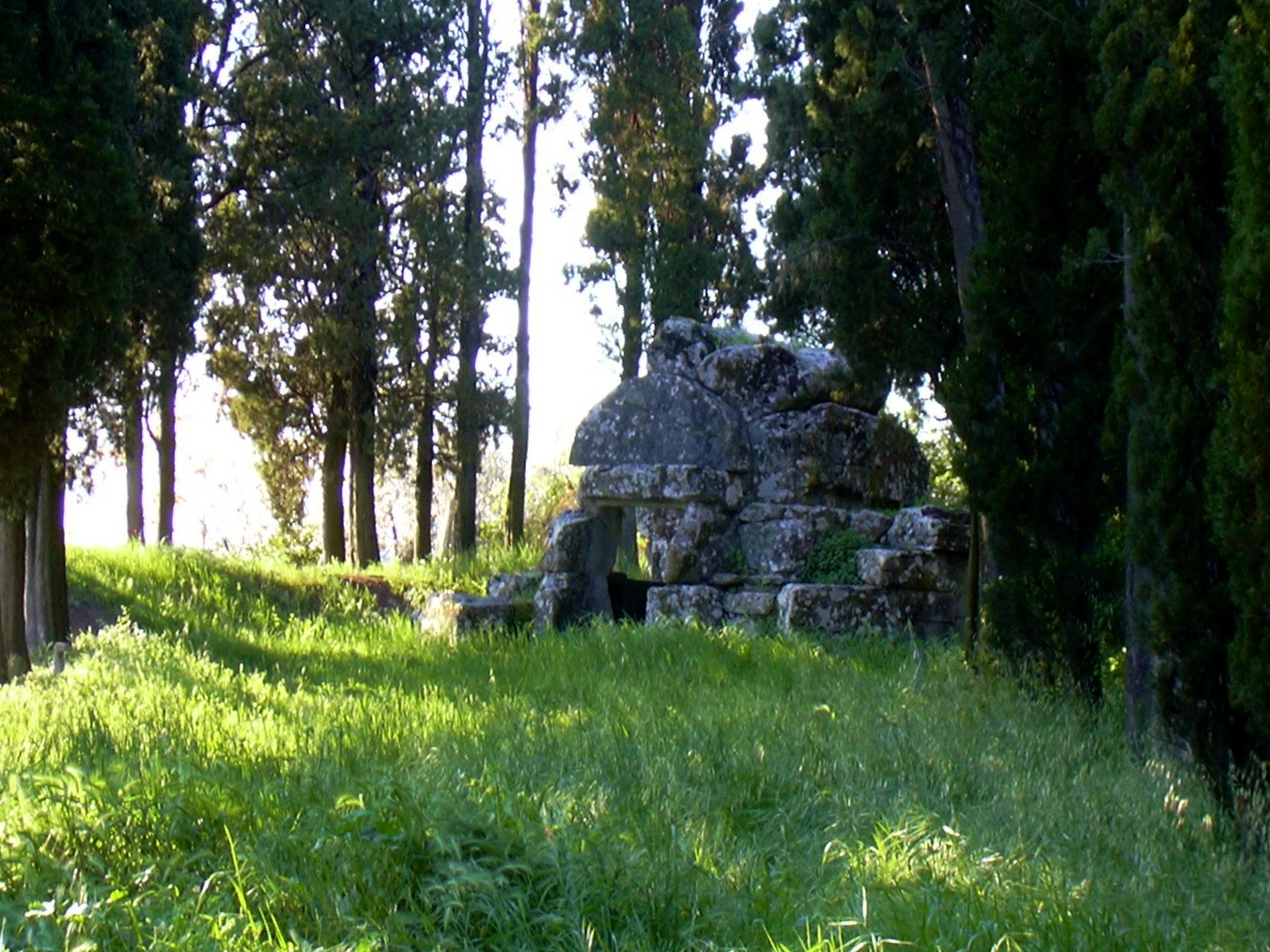
Tombe à mausolée à Cortone

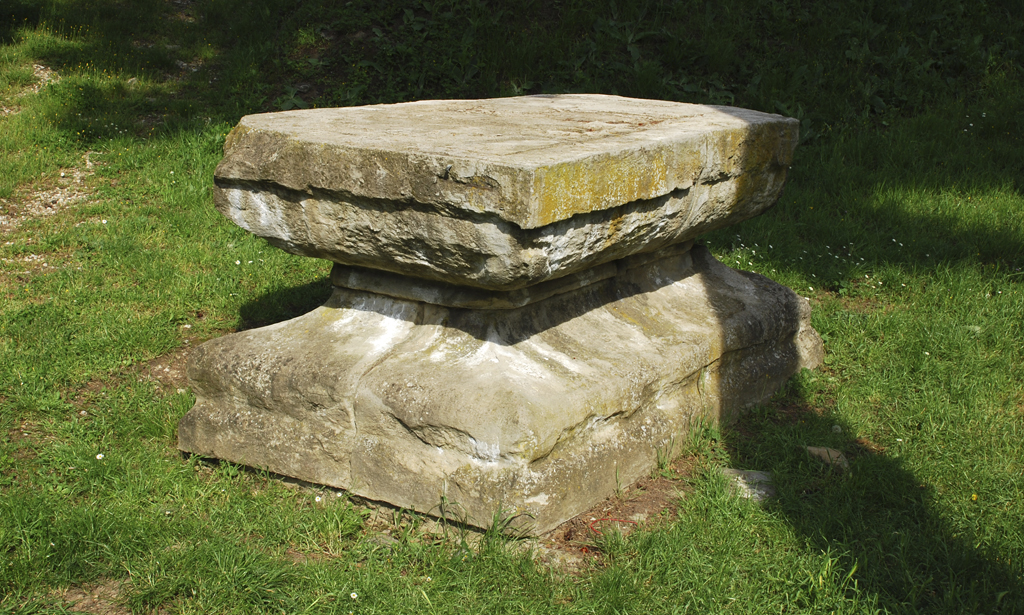
Vestiges de temple du site de Fiesole

Les sites archéologiques étrusques sont pratiquement la seule source d'informations qui a permis de reconstituer la civilisation des Étrusques car peu de textes de leur langue ou des auteurs romains à leur sujet nous sont parvenus d'autant plus que la prégnance de la Rome antique a pratiquement occulté cette pré-histoire et histoire romaine.

## Vestiges
Les rites funéraires qui ont évolué avec le développement de la culture étrusque de la fin de l'âge du fer à l'époque romaine, soit pendant plusieurs siècles avant notre ère, ont peu à peu, au travers des découvertes des sites, pratiquement tous depuis le XIXe siècle, permis aux étruscologues de reconstituer la vie quotidienne chez les Étrusques, leurs techniques artisanales et artistiques, leurs pratique rituelles et leurs croyances par tous les objets courants qui accompagnaient le défunt vers l'au-delà.
Les quelques traces de leur architecture ont souvent été intégrées dans les ouvrages plus récents (murailles et portes à Pérouse), et seuls quelques sites, comme celui de Poggio Civitate, laissent des traces de leurs fabriques.

Plusieurs fois depuis la Renaissance italienne, des vestiges étrusques ont été trouvées dans les fouilles destinées à construire de nouveaux bâtiments (comme la Chimère d'Arezzo mise au jour lors de  la construction de la Forteresse médicéenne de la ville, l'Ombra della sera de Volterra, chez un paysan qui l'utilisait comme tisonnier...).
Les villes de la Dodécapole étrusque ayant  largement été intégrées dans la civilisation romaine, seules les recherches toponymiques ont permis de retrouver leurs emplacements réels (Clusium à Chiusi...), mais les emplacements de certaines cités sont toujours controversés.

## Sites remarquables

### Principaux
- Tarquinia : nécropole de Monterozzi (6 000 tombes, dont 200 peintes).
- Cerveteri : nécropole de Banditaccia.
- Pyrgi : port étrusque et sanctuaire de Caere.
- Vulci : la tombe François.
- Véies : sanctuaire de Portonaccio.
- Orvieto :  Nécropole du Crucifix du Tuf •  et  Nécropole de Cannicella.
- Volsinies : le sanctuaire de Fanum Voltumnae.
- Chiusi : nécropole de Poggio Renzo
- Arezzo.
- Populonia.
- Pérouse.
- Fiesole.
- Cortone.
- Castiglione della Pescaia : site archéologique de Vetulonia sur la  frazione de Vetulonia.
- Volterra.
- Marzabotto : agglomération étrusque, Émilie-Romagne.
- Felsina (Bologne) : agglomération étrusque.
- Site de Norchia, Latium.
- Aléria : cité étrusque d'Alalia en Corse.
- Poggio Civitate : site rural étrsuque dit du "palais de Murlo".

### Secondaires
- Prato :  Nécropole de Prato Rosello.
- Colle di Val d'Elsa : Site de la frazione Dometaia .
- Mevaniola, Émilie-Romagne.
- Manciano : Statonie.
- Pian d'Alma : Site archéologique étrusque de Poggio Tondo.
- Sorano et Sovana : Area archeologica di Sovana.
- Sarteano : nécropole des Pianacce.
- le site de la Cosa étrusque près d'Orbetello : Tagliata Etrusca et de la Spacco della Regina.
- Tumulus du Prince étrusque à Pise.

## Tombes isolées
- Sesto Fiorentino :  Tombe de la Mule
- Sarteano : Tombe du quadrige infernal
- Vulci : Tombe François
- Environs de Chiusi :
  - Labyrinthe de Porsenna
  - Tomba della Tassinara ou Tassinaia
  -  Tomba della Scimmia
  - Tomba del Leone
  - Tomba del Colle Casuccini ou del Colle
  - Tomba di Stile Orientalizzante
  - Tomba della Pania
  - Tomba del Granduca
  - Tumulo di Poggio Gaiella ou Caiella
  - Tomba dell'Iscrizione
  - Tomba di Vigna Grande
  - Tomba Galeotti
  -  Tomba del Colle Casuccini
  - Tomba del Poggio al Moro
  - Tomba della Pellegrina - site de Poggio Renzo
  - Fonte Rotella, lieu de découverte du Vase François